# Wettersteinspitzen
Les Wettersteinspitzen sont des sommets dans le massif du Wetterstein.

## Géographie

### Situation
Les Wettersteinspitzen sont les contreforts les plus orientaux de la crête principale du Wetterstein, qui s'étend à l'est de la Meilerhütte vers Mittenwald. Ils forment à partir de la Wettersteinspitze supérieure (également Großer Wetterstein, sommet principal de 2 296 ou 2 298 m) à l'ouest et de la Wettersteinspitze inférieure (également Gemskopf) (2 151 m) à l'est. La frontière entre l'Allemagne et l'Autriche passe par les deux sommets.

## Ascension
De Mittenwald, l'ascension mène à l'Obere Wettersteinspitze en passant par le Lautersee et le Ferchensee. À l'ouest du Ferchensee commence le chemin 875, qui emmène en direction du sud-ouest jusqu'au col. Certains passages rocheux sont sécurisés par des câbles métalliques. De là, le sentier balisé mène au sommet.